# Tomba d'Amarna 19
La tomba de l'antic Egipte del noble Sutau, coneguda com la Tomba d'Amarna 19, es troba en el grup de tombes conegudes col·lectivament com les Tombes Sud, prop de la ciutat d'Amarna, a Egipte.
Sutau va ser «Supervisor de la tesoreria del Senyor de las Dues Terres». 
Aquesta tomba no està finalitzada ni té decoracions.